# オフィリア・ホフ・セイツマー
オフィリア・ホフ・セイツマー（Ophelia Hoff Saytumah）は西アフリカ、リベリア共和国の政治家でリベリアの首都モンロビアの女性初の市長。
彼女は1822年のモンロビア市設立以来初めての女性市長として2001年に選ばれた。2006年6月にも再任。内戦で荒廃した市の経済の建て直しや女性の教育などに力を入れている。
| スタブアイコン | サブスタブ | この項目は、まだ閲覧者の調べものの参照としては役立たない、人物に関連した書きかけの項目です。この項目を加筆・訂正などしてくださる協力者を求めています（P:人物伝/PJ:人物伝）。 |